# بارتولومئو پاگانو
بارتولومئو پاگانو (ایتالیایی: Bartolomeo Pagano؛ ‏ ۲۷ سپتامبر ۱۸۷۸ – ۲۴ ژوئن ۱۹۴۷) بازیگر اهل ایتالیا بود.
پاگانو قبل از آغاز حرفه سینمایی خود، کارگر بارانداز بود که در بندر جنوآ کار می‌کرد. استعداد او در آنجا کشف شد و برای ایفای نقش ماچیسته، یک برده عضلانی، در فیلم کلاسیک صامت کابیریا در سال ۱۹۱۴ انتخاب گردید. به عنوان کسی که این نقش را به وجود آورد، او در ادامه برای ۱۴ سال بعد در سریالی از دنباله‌های این فیلم به ایفای این شخصیت پرداخت. پاگانو تبدیل به یک ستاره بین‌المللی شد و نام خود را به طور قانونی به ماچیسته تغییر داد. در دهه ۱۹۲۰ او یکی از پردرآمدترین بازیگران ایتالیا بود و سالانه تا ۶۰۰.۰۰۰ لیره درآمد داشت. این بازیگر در سال ۱۹۲۹ از دنیای فیلم خداحافظی کرد تا ازدواج کرده و در زادگاهش، جنوآ خانواده‌ای تشکیل دهد. او در همان‌جا در سن ۶۸ سالگی درگذشت و در اراضی خانوادگی خود در ایتالیا به خاک سپرده شد.